# MEFV
MEFV (انگلیسی: MEFV) نام یک ژن در انسان است که موجب ساخت پروتئینی به نام «پایرین» (Pyrin) می‌شود.
پایرین که با نام «مارنوسترین» هم شناخته می ود، پروتئینی است که توسط گلبول‌های سفید (نوتروفیل، ائوزینوفیل، مونوسیت) تولید می‌شود و در ایجاد التهاب و مبارزه با عفونت‌ها نقش دارد. در درون سلول‌های مذکور، پروتئین پایرین در درونِ سایتوسکلتون هم دیده می‌شود که در شکل‌دهی و چارچوب ساختمانی یاخته دخیل هستند. شکل پایرین به‌گونه‌ای است که امکان تعامل با ملکول‌های دخیل در ایمنی و مبارزه با عفونت را فراهم می‌کند.
گرچه عملکرد دقیق پایرین هنوز مشخص نیست، اما احتمالاً در کنترل روند التهاب نقش دارد.
این ژن بر روی بازوی کوتاه‌مدت کروموزوم ۱۶ در جایگاه «۱۳٫۳» قرار دارد و از جفت‌باز شمارهٔ ۳٬۲۹۲٬۰۲۷ تا ۳٬۳۰۶٬۶۲۶ را در بر می‌گیرد.